# Техури
Техури (груз. ტეხური) — река в западной Грузии. Протекает по территориям Мартвильского и Сенакского муниципалитета. Правый приток Риони. Протяжённость — 108 км, площадь бассейна 1040 км².
Берёт начало на южных склонах Эгрисского хребта, у вершины Техуришдуди, на высоте 2400 метров над уровнем моря.
Техури с левой стороны принимает свой главный приток — реку Абаша. Питание снеговое, дождевое и подземное. Весеннее половодье. В течение всего года характерны паводки. Средний расход воды у Нокалакеви 30,2 м³/с. Используется для лесосплава и для сельских мельниц.
В верхней части ущелья находится курорт Лебарде. Русло реки Техури выделяется скалистыми каньонами и котловинами, из-за чего здесь развит рафтинг.
Характерна богатая ихтиофауна. Есть много важных промысловых рыб, в том числе: уклейка, подуст, обыкновенный усач, голавль, Barbus mursa. В Техури также есть форель, но законодательство Грузии запрещает рыболовство на неё.